# Coniglio

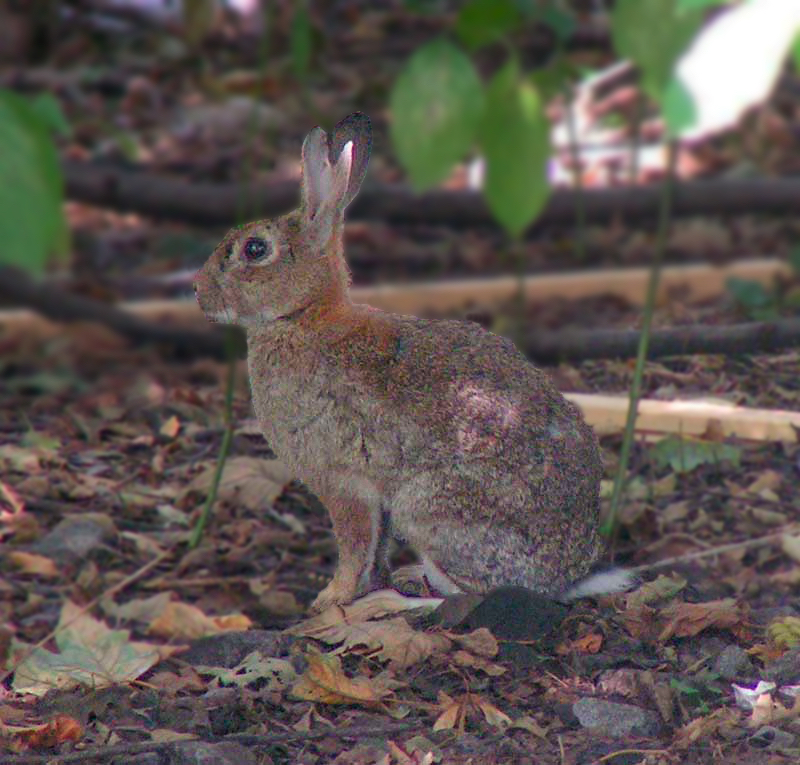
Oryctolagus cuniculus

Con il termine coniglio si definisce un gruppo di animali appartenente alla famiglia dei leporidi, anche se il termine viene spesso usato per indicare la specie coniglio europeo (Oryctolagus cuniculus).
Si distinguono dalle lepri per varie caratteristiche: ad esempio, appena nati i cuccioli di coniglio sono privi di pelo, hanno gli occhi chiusi e sostanzialmente dipendono in modo totale dai genitori.
I conigli, insieme a lepri e pica, costituiscono l'ordine dei Lagomorfi.

## Etimologia
La parola italiana "coniglio", attestata con varianti anche in francese, spagnolo, provenzale e portoghese, deriva dal latino cuniculus, cioè buca sotterranea, con riferimento alle tane scavate dagli animali.

## Alimentazione
L'alimentazione naturale è costituita da erba, foglie secche, radici e cortecce. Essendo erbivoro mangia però verdure di tutti i tipi, ad esempio sedano, carote o cicoria.
Inoltre esistono dei mangimi confezionati che per essere adatti devono avere delle caratteristiche specifiche ovvero:
- fibra > 18% (fino al 22-25% soprattutto per i soggetti anziani, sedentari o dal pelo lungo)
- proteine 12-14% (fino al 16% per gli angora durante il ricambio del pelo)
- grassi non oltre il 3%
- calcio 0,6-1%
- Esemplare di coniglio nanofosforo 0,4-0,8%

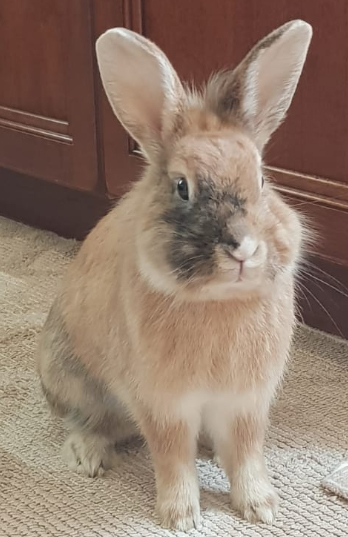
Esemplare di coniglio nano

Vi è l'errata convinzione che il pane consumi i denti dei conigli.
Anche se questo sembra gradirla, va segnalato che l'alimentazione a base di pane, fette biscottate, farine d'avena, melassa e carboidrati in genere oppure mangimi in ogni caso è causa di gravi problemi. Infatti, l'apparato digerente del coniglio non è in grado di assimilarli correttamente e la fermentazione di questo tipo di cibi può causare meteorismo e successivo blocco gastro intestinale (una delle maggiori cause di morte nei conigli da compagnia).
Da non sottovalutare, inoltre, sono i già citati problemi dentali che tali cibi possono causare; malocclusioni dovute ad un cattivo consumo dei denti, sia incisivi che molari, che se non curate da un veterinario, causano inappetenza, ascessi ed infine la morte.
Invece il silicio, contenuto nell'erba, permette ai denti la crescita continua e il consumarsi naturalmente.
La corretta alimentazione del coniglio è quindi composta da fieno in quantità abbondante, verdura fresca e pulita in quantità pari a circa 250-300 g per kg di peso del coniglio stesso ed acqua sempre a disposizione.
È importante lasciare questo cibo sempre a disposizione dell'animale in quanto l'apparato digerente del coniglio è a digestione continua.
Il coniglio, similmente a molti altri lagomorfi (ma vale anche per alcuni roditori), è portato anche a mangiare carne o, addirittura, a praticare cannibalismo in casi di estrema urgenza.

## Comportamenti
Il coniglio da compagnia è generalmente affettuoso e socievole: nonostante non siano soliti chiedere manifestazioni d'affetto esplicitamente come potrebbe fare un gatto o un cane, molti conigli hanno un comportamento molto aperto e disponibile all'affetto che gli viene manifestato.
Quando avvertono l'esigenza di mangiare, non è un caso che vengano ai piedi del padrone a domandare cibo, alzandosi sulle zampe posteriori o alzando il muso.
I conigli sono in genere molto pacifici; ottimi animali da compagnia, non recano particolari disturbi, sono molto puliti e vivono in determinati spazi da loro selezionati e opportunamente "marchiati", anche più volte, strusciandosi col muso.
È inoltre da ricordare che il coniglio è molto selettivo per quanto riguarda l'alimentazione: per esempio, trovandosi davanti del sedano e del prezzemolo, potrebbe scegliere o uno o l'altro a seconda del suo gusto, nonostante siano entrambi due alimenti tipici della sua alimentazione.
I conigli assumono particolari comportamenti quando per esempio vogliono riposare; sono infatti soliti distendersi, oppure assumere una posizione "a palla", cioè piegando in dentro le zampe anteriori, stando in sostanza semidistesi.
Difficilmente i conigli recano disturbi, anche in base al loro comportamento, proprio per la loro indole pacifica. Per antonomasia, il coniglio è un animale assai timoroso. Infatti, a meno che non sia cosciente di trovarsi in un luogo familiare e protetto, potrebbe spaventarsi anche per il minimo rumore, restando sempre sull'attenti.

## Classificazione
Ci sono almeno sette generi differenti della famiglia dei Leporidi che possono ricadere sotto la generica denominazione di coniglio.
- Oryctolagus
  - Coniglio europeo o coniglio selvatico (Oryctolagus cuniculus)
- Sylvilagus (conigli coda di cotone, originari dell'America)
  - Sylvilagus brasiliensis
  - Sylvilagus dicei
  - Sylvilagus bachmani
  - Sylvilagus mansuetus
  - Sylvilagus aquaticus
  - Sylvilagus palustris
  - Silvilago orientale, silvilago o minilepre (Sylvilagus floridanus)
  - Sylvilagus transitionalis
  - Sylvilagus nuttallii
  - Coniglio del deserto, (Sylvilagus audubonii)
  - Sylvilagus insonus
  - Sylvilagus cunicularius
  - Sylvilagus graysoni
- Pronolagus (coniglio africano)
  - Pronolagus crassicaudatus
  - Pronolagus randensis
  - Pronolagus rupestris
- Poelagus
  - Poelagus marjorita
- Bunolagus
  - coniglio fluviale, (Bunolagus monticularis)
- Romerolagus
  - coniglio dei vulcani, (Romerolagus diazi)
- Nesolagus (conigli dell'isola di Sumatra)
  - Nesolagus netscheri
  - Nesolagus timminsi
- Pentalagus
  - coniglio "Amami" (Pentalagus furnessi, una specie in pericolo di estinzione che vive ad Amami Ōshima, in Giappone).

## Versi e comunicazione dell'animale
Pur disponendo di un proprio verso, il coniglio lo utilizza molto raramente, specialmente in presenza di esseri umani, e comunica con il linguaggio del corpo.
Può emettere un verso simile a un "gu gu", con tonalità molto bassa e gutturale, quando è felice o vuole giocare, e molto spesso viene emesso in fase di corteggiamento. Il verso dello zigare, invece, lo si sente raramente e viene emesso dal coniglio solo in particolari casi di terrore e/o dolore, ed assomiglia a un fischio acuto e lacerante.
Per ciò che concerne invece il loro linguaggio del corpo, oltre a usare movimenti evidenti (ad esempio quando battono forte le zampe posteriori sul terreno), emettono dei suoni non considerabili versi, come soffiare o sbattere i denti. Quest'ultimo, in base all'intensità e al contesto, può essere manifestazione di piacere, ad esempio durante una carezza, o di dolore.
L'udito permette loro di avvertire e interpretare le vibrazioni a notevole distanza.

## Coniglio nano

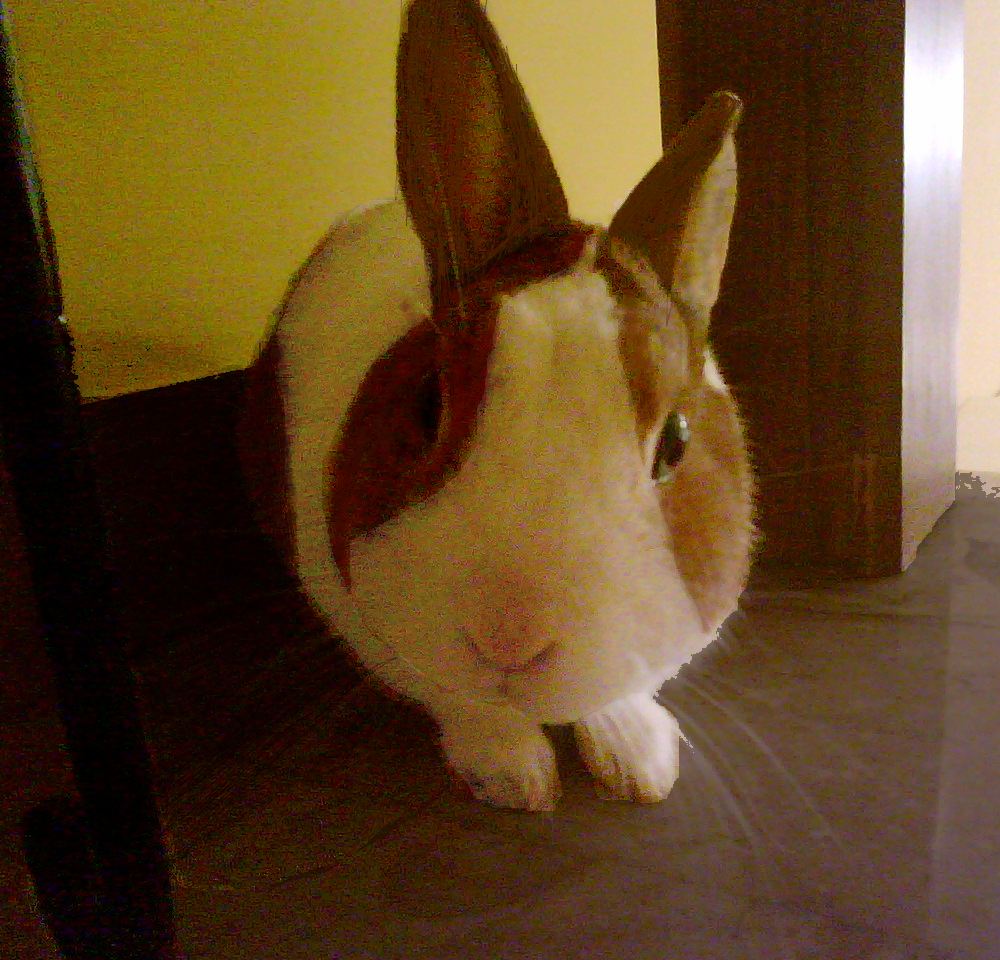
Esemplare di coniglio nano in un'immagine ravvicinata

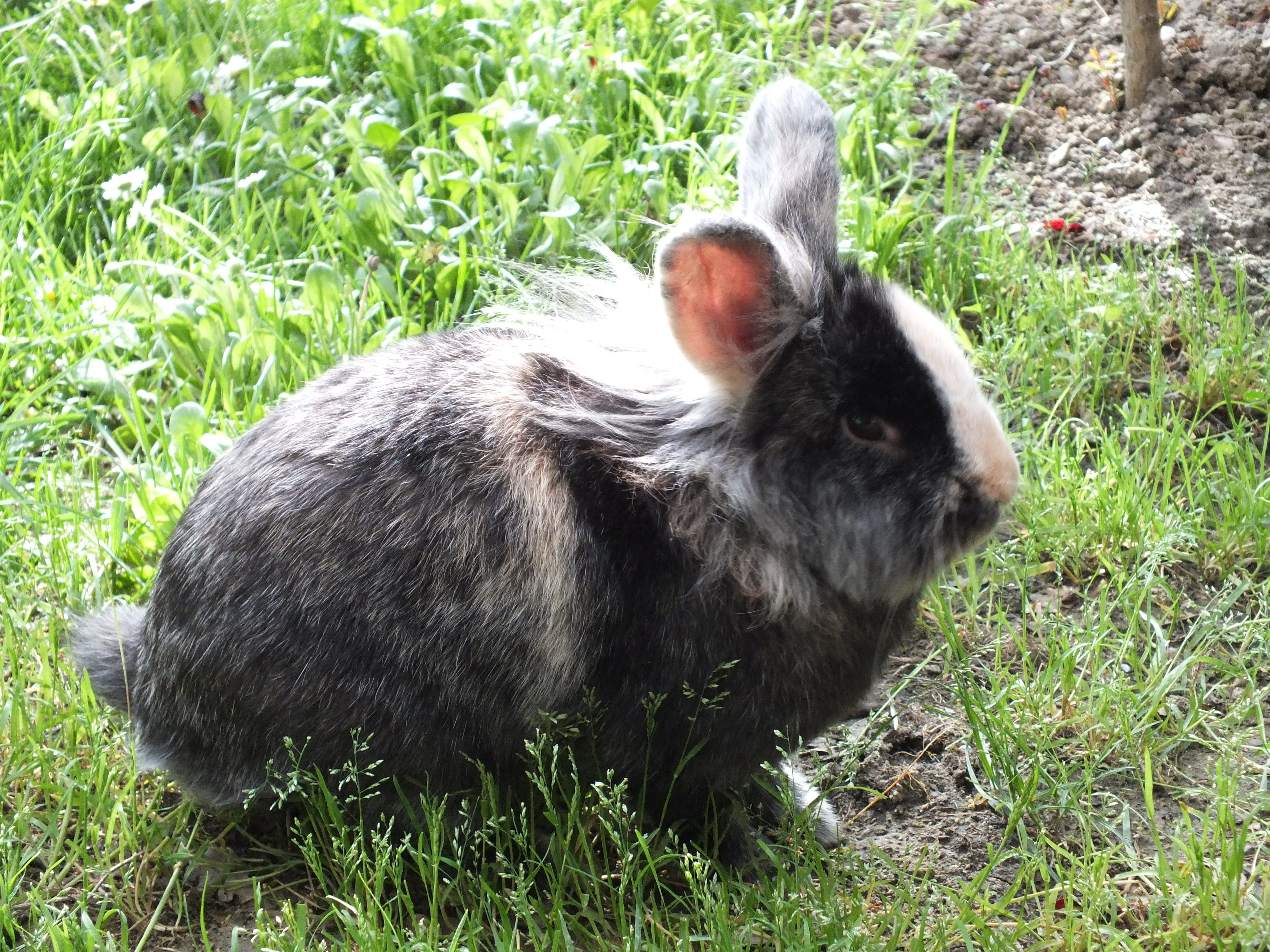
Testa di Leone

Il coniglio nano, a differenza dei conigli, ha un peso che solitamente non supera i 2 kg e dimensioni ridotte, circa 50 cm.
Il suo corpo è piccolo e dalla forme arrotondate. Ha un manto soffice che a seconda della razza può essere a pelo corto o lungo e di diversi colori.
A differenza del coniglio di taglia normale, può avere massimo tre/quattro conigli a gestazione.
Entrambi i sessi sono pronti per l'accoppiamento già a quattro mesi. La gravidanza dura all'incirca trenta giorni durante i quali è consigliabile mettere dentro la gabbietta della coniglietta dei pezzi di lana o di stoffa mentre nel frattempo essa completerà il tutto con un po' dei suoi peli.
Il coniglio nano è un animale estremamente delicato, non può essere esposto al sole molto tempo e necessita di cure molto specifiche. In particolare deve essere visitato almeno ogni 6 mesi in occasione dei vaccini, o può contrarre mixomatosi e la malattia emorragica virale. Entrambe le malattie, se contratte, non hanno cura.
Deve essere nutrito prevalentemente con fieno, che non deve mai mancare, e cibi freschi come verdure, erbe di campo (controllando quali possono risultare tossiche e quali no) e frutta (quest'ultima in piccole quantità).
Nella dieta di un coniglio si può introdurre anche il cibo pellettato, che non è fondamentale per un coniglio adulto, ma è parecchio gradito e quindi può essere utilizzato come premio. È però necessario che il pellet sia di buona qualità (si intende quindi che deve essere composto solamente di erba pressata, non deve quindi contenere cereali, semi, fioccato o farmaci come il coccidiostatico), nel caso in cui non si abbia la disponibilità di acquistare un buon pellettato, è bene evitare di includerlo fra gli alimenti da somministrare all'animale. Qualora si acquisti un coniglio abituato a mangiare solamente cibo secco è bene introdurre gli alimenti freschi in modo graduale, facendo sì che il suo intestino possa riadattarsi alla giusta alimentazione.
Tra le varietà di coniglio nano esiste anche quella denominata "Testa di Leone" , così chiamato in quanto derivando dall'incrocio fra un coniglio nano e un coniglio d'Angora ha un folto e soffice pelo - particolarmente attorno alla testa - che ricorda la criniera di un leone.

Il colore più diffuso ed anche più apprezzato dalla industria manifatturiera è il bianco, ma sono ammessi tutti i colori.
A differenza del coniglio di taglia normale, ha delle orecchie più corte. Il coniglio nano si trova difficilmente in libertà.

## Carne di coniglio
La carne di coniglio è usata normalmente nell'alimentazione umana e si trova in Italia normalmente nelle comuni macellerie, ove può essere acquistata come coniglio intero o a pezzature (in genere metà animale tagliato per lungo, ma si trova anche tagliato alla metà della sua lunghezza). In molte macellerie le frattaglie (fegato, polmoni e cuore) possono essere acquistabili a parte. La carne di coniglio si caratterizza per la sua ridotta presenza di grasso e di colesterolo rispetto alle carni di altri animali edibili, ma comunque ricca di proteine, di potassio, ferro e fosforo. Può essere cucinata in vari modi: arrosto, in umido o anche bollita. La cottura richiede tempi più brevi delle altre carni e il suo brodo è leggero e di facile digestione.

### Nutrienti
| Proteine gr | Grassi gr | Carboidrati gr | Acqua | Vitamina B1 mcg | Vitamina B2 mcg | Vitamina PP mg | Calcio mg | Fosforo mg | Ferro mg | Sodio mg | Potassio mg |
| ----------- | --------- | -------------- | ----- | --------------- | --------------- | -------------- | --------- | ---------- | -------- | -------- | ----------- |
| 19,80       | 3,6       | 0,4            | 74    | 0,2             | 0,16            | 4              | 17        | 220        | 2,10     | 47       | 415         |

Il valore medio delle calorie fornite da 100 grammi di parte edibile della carne di coniglio è di 114.

## Simbologia

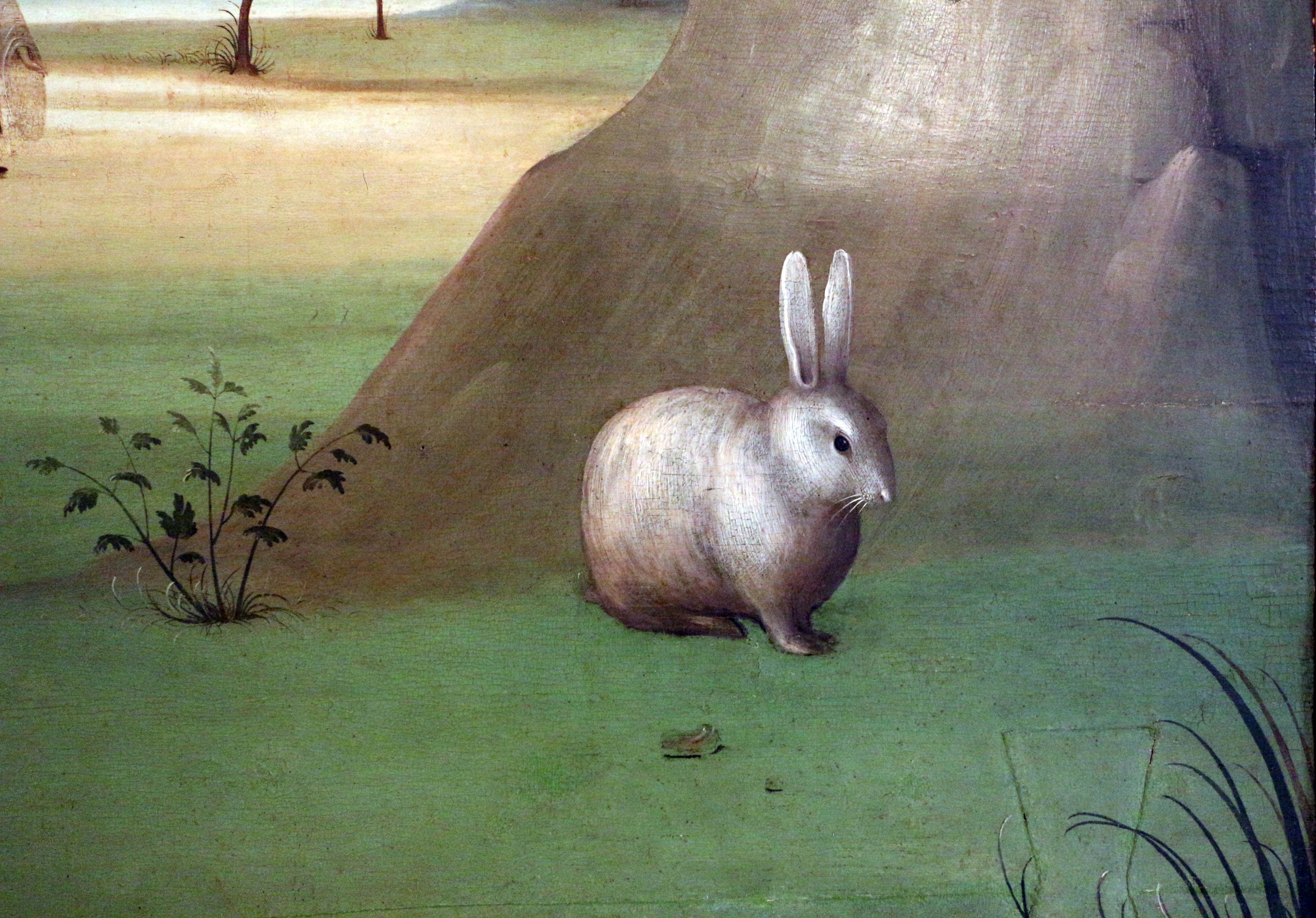
Coniglio nell'Ascensione della Maddalena, Pinacoteca nazionale di Ferrara

Il coniglio, così come la lepre cui è spesso assimilato, è portatore di forti simbolismi in tutte le culture e in tutti i tempi.
Nella mitologia egizia il coniglio era identificato con il dio Osiride (fatto a brandelli e buttato nel fiume Nilo), e rappresentava la rinascita: Iside ritroverà le parti del corpo dell’amato marito/fratello e concepirà con lui (seppur senza pene, unica parte del corpo che la dea non riesce a recuperare) il dio Horus (simbolo dell'energia medianica).  Nell'antica Grecia si pensava che i conigli fossero legati al culto di Hermes, Artemide, Dioniso. In particolare per quel che riguarda Hermes si pensava che i conigli, essendo agili e veloci, fossero i suoi messaggeri e portassero agli uomini comunicazioni dalle divinità.
Nella mitologia celtica i conigli vengono associati (insieme alle lepri) a Eostre, divinità che presiede al risveglio della Natura in primavera, mentre per i nativi americani i conigli servono ai guerrieri per dare velocità alle loro frecce e per gli indiani Lakota presiedono alla danza dell'amore e della fecondità. Il coniglio come simbolo di fecondità si trova anche nella simbologia cristiana occidentale, intesa come rinnovarsi della vita e delle stagioni (grazie anche al mutare stagionale del colore della pelliccia) e associato, con questo significato, anche alla Pasqua.
Nei tempi antichi si pensava che cibarsi della loro carne restituisse la bellezza, ad ogni nuovo ciclo lunare il coniglio si fa portatore di nuova positività, fertilità incarnando l'Amore universale. Questi animali, infatti, sono spesso collegati alla Luna, come nella figura del coniglio lunare nell'Estremo Oriente. A tale proposito, l'etologia animale, ha dimostrato che i conigli di preferenza si muovono nelle ore di confine, l'alba e il tramonto: ciò mette questi animali in relazione con le ore predilette dagli spiriti per manifestarsi e per questo si pensa siano i messaggeri dell'Aldilà. È rimasta legata ai conigli, infatti, la credenza che possano passare da un mondo all'altro, portando messaggi generalmente positivi di fecondità, incoraggiamento, vicinanza, rinascita e vittoria sulle proprie paure.
Raramente il coniglio è connotato negativamente. In psicologia, i conigli, sono simbolo di una sessualità ardente tenuta a bada da paure e mancanza di fiducia nelle proprie capacità.